# Acrosathe annulata
Acrosathe annulata är en tvåvingeart som först beskrevs av Fabricius 1805.  Acrosathe annulata ingår i släktet Acrosathe och familjen stilettflugor. Arten är reproducerande i Sverige. Inga underarter finns listade i Catalogue of Life.